# Гребенкино (Липецкая область)
Гребенкино — деревня в Краснинском районе Липецкой области России. Входит в состав Краснинского сельсовета.

## География
Село находится в северо-западной части Липецкой области, в лесостепной зоне, к востоку от автодороги 42К-455, на расстоянии примерно 9 километров (по прямой) к северо-востоку от села Красного, административного центра района и в непосредственной близости от села Рождество. Абсолютная высота — 200 метров над уровнем моря.

### Климат
Климат характеризуются как умеренно континентальный, с умеренно холодной продолжительной зимой и тёплым летом. Средняя температура воздуха самого холодного месяца (января) — −9,5 °C; самого тёплого месяца (июля) — 19 °C. Вегетационный период длится в среднем 180 дней. Среднегодовое количество атмосферных осадков варьирует в пределах от 500 до 531 мм, из которых около 70 % выпадает в тёплый период в виде дождя.

### Часовой пояс
Деревня Гребенкино, как и вся Липецкая область, находится в часовой зоне МСК (московское время). Смещение применяемого времени относительно UTC составляет +3:00.